# San Marino Calcio 2009-2010
Questa pagina raccoglie le informazioni riguardanti il San Marino Calcio nelle competizioni ufficiali della stagione 2009-2010.

## Rosa
| N. |                      | Ruolo | Calciatore            |
| -- | -------------------- | ----- | --------------------- |
|    | Italia (bandiera)    | C     | Francesco Amantini    |
|    | Italia (bandiera)    | D     | Giuseppe Aquino       |
|    | Italia (bandiera)    | D     | Francesco Baldini     |
|    | Italia (bandiera)    | D     | Marco Bergamini       |
|    | Italia (bandiera)    | D     | Davide Bicchiarelli   |
|    | Italia (bandiera)    | D     | Claudio Cafiero       |
|    | Italia (bandiera)    | D     | Alessandro Cazzamalli |
|    | Italia (bandiera)    | A     | Alessandro Cesca      |
|    | Italia (bandiera)    | C     | Fabio Di Benedetto    |
|    | Italia (bandiera)    | A     | Federico Furlan       |
|    | Italia (bandiera)    | A     | Guerrino Gasparello   |
|    | Italia (bandiera)    | C     | Mauro Gilardi         |
|    | Italia (bandiera)    | C     | Luigi Grassi          |
|    | Argentina (bandiera) | A     | Leandro Guaita        |

| N. |                   | Ruolo | Calciatore         |  |
| -- | ----------------- | ----- | ------------------ |  |
|    | Italia (bandiera) | D     | Alessandro Ligi    |  |
|    | Italia (bandiera) | C     | Simone Loiodice    |  |
|    | Italia (bandiera) | A     | Roberto Massaro    |  |
|    | Italia (bandiera) | C     | Diego Matarazzo    |  |
|    | Italia (bandiera) | C     | Daniele Pedruzzi   |  |
|    | Italia (bandiera) | C     | Christian Pennucci |  |
|    | Italia (bandiera) | C     | Davide Poletti     |  |
|    | Italia (bandiera) | D     | Alessandro Ruggeri |  |
|    | Italia (bandiera) | P     | Francesco Scotti   |  |
|    | Italia (bandiera) | D     | Samuele Sorbera    |  |
|    | Italia (bandiera) | D     | Federico Tafani    |  |
|    | Italia (bandiera) | C     | Marco Testa        |  |
|    | Italia (bandiera) | A     | Matteo Vitaioli    |  |